# Jexper Holmen
Jexper Holmen eller Jesper Holmen (født 16. februar 1971) er en dansk komponist.
Holmen studerede i perioden 1993-2001 komposition og musikteori på Det Kongelige Danske Musikkonservatorium og var elev hos Ib Nørholm og Ivar Frounberg. Jexper Holmen var ét af hovednavnene ved NUMUS festivalen i 2000. Night Pace, udgivet på Cd i 2005, er et helaftensværk for klarinetter, slagtøj, violoncello, interaktiv elektronik og lyssætning, CD’en blev valgt som ugens CD september 2006 på Danmarks Radio P2. Holmen har blandt andet skrevet et stykke, Oort Cloud, for sopransaxofon, to akkordeoner og et stort antal højttalere, stykket er skrevet til et rum med stor efterklang og stykket er kaotisk, i stor grad tilfældig genereret med en enkel overordnet idé og kan med komponistens accept kategoriseres som ambient, værket er udgivet på CD i 2010. Holmen blev udpeget som composer-in-residence (huskomponist) ved den britiske Huddersfield Contemporary Music Festival for perioden 2011-12 og skulle skrive i alt fire værker til festivalen.